# Carles I Manfredi
Carles I Manfredi va ser fill de Joangaleàs I Manfredi. Va néixer a Rímini el 1406 i a la mort del seu pare, amb només 10 anys, va ser proclamat senyor i vicari pontifici de Faenza, Fusignano, Donigaglia, Savignano, Oriolo, Gesso, Cesate, Quarneto, Fognano, Cavina, Fornazzano, San Cassiano, Montalbergo, Santa Maria in Montalto, San Procolo i Castel Laderchio i comte de Brisighella i Val Lemone, associat a son germà Guiu Antoni Manfredi. Va morir jove el 1420.